# Aceto sopraffino
L’aceto sopraffino è un tipo di aceto invecchiato a base di mosto crudo di uve a bacca rossa.
Ideato nella Casa Ducale Estense da Cristoforo di Messisburgo.

## Preparazione
La preparazione dell'aceto sopraffino inizia facendo fermentare naturalmente un mosto di uve a bacca rossa mentre un'altra parte minore è sottoposta a riduzione a temperature inferiori a 45 °C. Entrambi i prodotti vengono fatti riposare per circa un anno per lo sviluppo dei batteri acetici. Successivamente vengono eseguiti dei rincalzi con una miscela di mosto acetificato fresco e mosto ridotto principalmente per alimentare e far sviluppare i batteri acetici durante l'invecchiamento dell'aceto. Questa operazione avviene ogni anno fino a un'età minima di 6 anni. Dopo i sei anni l'aceto subisce un'ulteriore fase di invecchiamento di almeno altri sei anni, denominata "riserva"; viene posto in botti di varie dimensioni e di diversi tipi di essenze.